# I Wish You L.O.V.E
I Wish You L.O.V.E è un album da solista del cantautore statunitense Jermaine Jackson, pubblicato nel 2012 con l'etichetta discografica Disques DOM.
A questo disco, il primo da You Said del lontano 1991, ha collaborato il produttore e cantante d'opera David Serero.

## Tracce
1. I've Got the World on a String – 2:12
2. I've Got You Under My Skin – 3:41
3. I Wish You Love – 2:36
4. Autumn Leaves (Les Feuilles Mortes) (duet with David Serero) – 2:45
5. Can't Take My Eyes Off You – 3:21
6. But Not for Me – 2:33
7. My Funny Valentine – 3:47
8. Almost Like Being in Love – 1:41
9. All the Things You Are – 2:53

## Personale
- Jermaine Jackson - voce
- David Serero - arrangiatore, direttore artistico, voce, produttore